# باشگاه فوتبال کراسنودار-۲۰۰۰
باشگاه فوتبال کراسنودار-۲۰۰۰ (روسی: ФК "Краснодар-۲۰۰۰") یک باشگاه فوتبال در شهر کراسنودار کشور روسیه است. این باشگاه در لیگ دسته اول فوتبال روسیه بازی می‌کرد. این باشگاه در سال ۲۰۰۰ تأسیس شد و در سال ۲۰۱۱ منحل شد. Trud محل برگزاری بازی‌های خانگی این باشگاه بود.